# Christina Nordin (ämbetsman)
Christina Marianne Nordin, född 25 februari 1962, är en svensk ämbetsman. Hon tillträdde som generaldirektör för Livsmedelsverket den 1 juni 2025 efter att sedan 2018 varit generaldirektör för Jordbruksverket.

## Biografi
Nordin har studerat till internationell ekonom vid Lunds universitet. Hon har därefter under många år arbetat med närings-, handels- och jordbrukspolitik. Bland uppdragen kan nämnas att hon 1992–1995 var enhetschef för beredskapsenheten vid Jordbruksverket, 1996–2001 kommerseråd och enhetschef för Enheten för EU:s inre marknad vid Kommerskollegium, 2002–2007 avdelningschef för Avdelningen för entreprenörskap och företagsutveckling vid Nutek (senare Tillväxtverket) samt 2008–2013 departementsråd och chef för Enheten för landsbygdens tillväxt vid Landsbygdsdepartementet.
Nordin tillträdde 2018 som generaldirektör för Jordbruksverket, där hon har arbetat med en omstrukturering för att öka effektiviteten i verksamheten, uppnå regelförenkling och tillse korrekta utbetalningar av EU-stöd i tid.
Christina Nordin tillträdde som generaldirektör för Livsmedelsverket den 1 juni 2025.